# Cratere Sandi
Sandi  è un cratere sulla superficie di Venere.